# Rejon bolszebierieznikowski
Rejon bolszebierieznikowski (ros. Большеберезниковский, erzja Покш Килейбуе, moksza Оцю Келунонь аймак) – jednostka administracyjna wchodząca w skład Republiki Mordowii w Rosji.
Udział użytków rolnych powierzchni całkowitej rejonu przekracza 60 proc. Wody powierzchniowe to dorzecze Sury (największe dopływy to Sztyrma i Bolsza Ksza) oraz jezioro Inierka. W granicach rejonu usytuowane są m.in. wsie: Bolszije Bieriezniki (centrum administracyjne rejonu), Poczinki, Guzyńcy, Kosogory, Marjanowka, Parakino, Piermisi, Simkino, Staryje Najmany, Sudosiewo, Szugurowo.